# Gaylussacia pseudogaultheria
Gaylussacia pseudogaultheria är en ljungväxtart som beskrevs av Adelbert von Chamisso och Schltdl. Gaylussacia pseudogaultheria ingår i släktet Gaylussacia och familjen ljungväxter. Inga underarter finns listade i Catalogue of Life.